# Hohenthann
Hohenthann là một đô thị thuộc huyện Landshut trong bang Bayern nước Đức. Đô thị Hohenthann có diện tích 68,32 km², dân số thời điểm ngày 31 tháng 12 năm 2006 là 3773 người.